# خاک

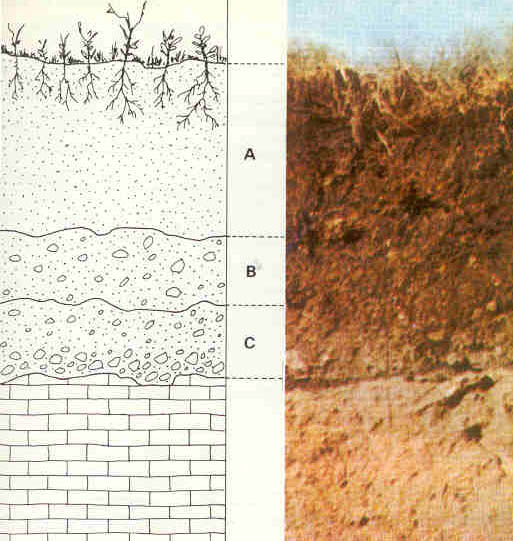
A,B،C افق خاک را نشان می‌دهند. A نشان‌دهندهٔ خاک سطحی؛ B نشان‌دهندهٔ رِگولیت (سنگ پوشه)؛ C نشان‌دهندهٔ ساپرولیت (پوده سنگ)؛ و آخرین لایه نشان‌دهندهٔ سنگ بستر است.

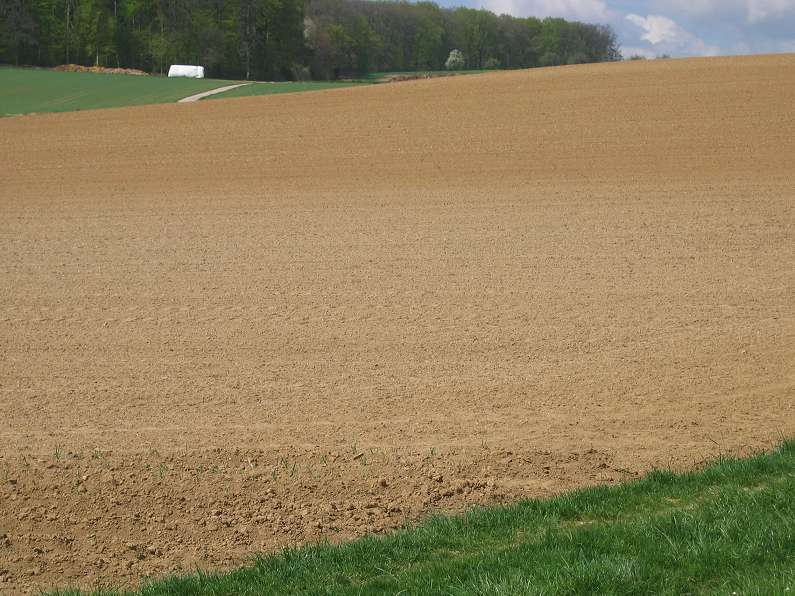
یک منطقه خاک رس در آلمان

خاک (به انگلیسی: Soil) مخلوطی از مواد معدنی، مواد آلی، گازها، مایعات و ارگانیسم‌ها است که در کنار هم حیات را امکان‌پذیر کرده‌اند. خاک‌ها منبع حیاتی بیشتر مواد غذایی ما هستند. با توجه به ارتباط مستقیم خاک با گیاهان و درختان، مدیریت پایدار خاک یک اولویت طبیعی برای بخش کشاورزی و جنگل‌داری است. خاک همچنین سایر خدمات مهم اکوسیستم مانند تصفیه آب و چرخه مواد مغذی، تنظیم آب و هوا و جلوگیری از سیل را ارائه می‌دهد. مدیریت پایدار خاک برای تولید مواد غذایی در صنایعی مانند آبزی پروری و ماهی‌گیری و همچنین برای بخش‌های محیط زیست و بهداشت از اهمیت بالایی برخوردار است. بدنه خاکی کره زمین که پدوسفر خوانده می‌شود، چهار وظیفه اصلی دارد:
- محیطی برای رشد گیاهان است .
- محیطی برای جمع‌آوری، تأمین و تصفیه آب است.
- اصلاح‌کننده دمای هوا است.
- زیستگاه ارگانیسم‌ها است.

در عوض همه این عوامل در کنار هم خواص خاک را تغییر می‌دهند.
پدوسفر با سنگ کره، آب کره، اتمسفر و زیست کره در تماس است. خاک شامل ترکیب یک فاز جامد از مواد معدنی و آلی (زمینه خاک) و یک فاز متخلخل است که این فاز متخلخل گازها (اتمسفر خاک) و آب (محلول خاک) را نگه می‌دارد. به همین دلیل دانشمندان خاک، آن را به عنوان یک سیستم سه-فازی جامد-مایع-گاز در نظر می‌گیرند.
بیشتر خاک‌ها، چگالی توده خشکی بین ۱٫۱ تا ۱٫۶ گرم بر سانتیمتر مکعب دارند، درحالی‌که چگالی توده متراکم ذرات آن خیلی بیشتر و در حدود ۲٫۶ تا ۲٫۷ گرم بر سانتیمتر مکعب می‌باشد.
تشکیل خاک‌ها به گذشت زمان، مقاومت سنگ اولیه یا سنگ مادر، آب و هوا، فعالیت موجودات زنده و بالاخره توپوگرافی ناحیه‌ای که خاک در آن تشکیل می‌شود بستگی دارد.
علوم خاک دو شاخه اصلی مطالعه دارد: ادافولوژی و پدولوژی. ادافولوژی تأثیر خاک بر موجودات زنده را بررسی می‌کند. پدولوژی بر شکل‌گیری، توصیف (مورفولوژی) و طبقه‌بندی خاک‌ها در محیط طبیعی آنها تمرکز دارد.

## طریقه تشکیل خاک
خاک ابتدا به کندی به صورت سنگ تشکیل می‌شود و بعد بر اثر فرسایش و قرار گرفتن در نزدیکی سطح زمین به صورت ذرات ریز (ماده‌منشأ) در می‌آید. مواد آلی هم با مواد غیر آلی (ذرات سنگ، مواد معدنی و آب) مخلوط می‌شوند تا خاک تشکیل شود.

## عوامل مؤثر در تشکیل خاک
سنگ‌های اولیه یا سنگ مادر
کمیت و کیفیت خاک‌های حاصل از سنگ‌های مختلف اعم از سنگ‌های آذرین، رسوبی و دگرگونی به کانی‌های تشکیل دهندهٔ سنگ، آب و هوا و عوامل دیگر بستگی دارد. خاک حاصل از تخریب کامل سیلیکات‌های دارای آلومینیوم و همچنین سنگ‌های فسفاتی از لحاظ صنعتی و کشاورزی ارزش زیادی دارد. در صورتی‌که خاک‌هایی که از تخریب سنگ‌های دارای کانی‌های مقاوم (از قبیل کوارتز و غیره) در اثر تخریب شیمیایی پدید آمده‌اند و غالباً به خاطر شنی و ماسه‌ای بودنشان فاقد ارزش کشاورزی هستند.
خاک مجموعهٔ فعالی است که در حد فاصل اتمسفر، آب و قشر جامد زمین تشکیل شده‌است که از اثر مشترک آب و هوا، گیاهان و جانوران بر سنگ پدید آمده که پس از تکامل تدریجی به حد تعادل رسیده‌است. تکامل خاک از سه مرحله تشکیل شده‌است. وفور آب‌های نفوذی و عوامل آب و هوا از قبیل حرارت و رطوبت و غیره در کیفیت خاک‌ها اثر به‌سزایی دارند. جریان آب‌های جاری به‌خصوص در زمین‌های شیب‌دار موجب شستشوی خاک‌ها می‌شوند و با تکرار این عمل مقدار مواد معدنی و آلی به تدریج تقلیل می‌یابد. اثر تخریبی اتمسفر که قبلاً بیان گردید روی برخی از کانی‌ها مؤثر و عمیق است و هر قدر رطوبت همراه با حرارت زیادتر باشد شدت تخریب نیز بیشتر می‌گردد. عامل زمان پس از تشکیل خاک اولیه منجر به تکامل ثانوی خاک و شکل‌گیری لایه بندی خاک، ساختمان خاک و جابجایی و رسوب پدوژنیک مواد معدنی و آلی موجود در لایه‌های فوقانی خاک می‌شود.

### پوشش گیاهی و فعالیت موجودات زنده
پوشش گیاهی غالب هر منطقه و نوع و ترکیب مواد آلی حاصل از باقی‌مانده‌های گیاهی که مرتباً به خاک افزوده می‌شوند تأثیر به سزایی در خصوصیات فیزیکی، شیمیایی و بیولوژیک خاک دارند. تمایز انواع خاک‌ها از دیدگاه کشاورزی به نوع و مقدار مواد آلی (ازت و کربن) موجود در آن بستگی دارد. به عنوان مثال نیتروژن و کربن موجود در اتمسفر به‌طور مستقیم قابل استفاده برای گیاهان نیست؛ بلکه ترکیبات نیتروژن‌دار و کربن دار لازم برای رشد گیاهان باید به شکل قابل حل در خاک وجود داشته باشد که این عمل در خاک‌ها به وسیلهٔ فعالیت‌های زیستی برخی از گیاهان و باکتریها انجام می‌شود. خاک‌ها معمولاً دارای نوعی مواد آلی کربن‌دار تیره رنگی هستند که هوموس نامیده می‌شود و از بقایای گیاهان به وجود می‌آید. از جمله تأثیرات فیزیکی مواد آلی موجود در خاک، ذخیره رطوبت بیشتر در این خاک‌ها در مقایسه با خاک‌های با شرایط فیزیکی مشابه ولی فاقد مواد آلی است.

### زمان
هر قدر مدت عمل فرسایش کانی‌ها و سنگ‌ها بیشتر باشد عمل تخریب فیزیکی شیمیایی کامل‌تر انجام می‌گیرد. زمان فرسایش کامل بسته به نوع سنگ، ساخت و بافت سنگ‌ها و نیز ترکیب و خاصیت تورق کانی‌ها متفاوت است ولی به‌طور کلی سنگ‌های رسوبی خیلی زودتر تجزیه شده و به خاک تبدیل می‌شوند، در صورتی که سنگ‌های آذرین مدت زمان بیشتری لازم دارند تا تجزیه کامل در آن‌ها صورت گرفته و به خاک تبدیل گردند و تخریب سنگ‌ها ممکن است هزاران سال طول بکشد.

### آب و هوا
وفور آب‌های نفوذی و عوامل آب و هوا از قبیل حرارت، رطوبت و غیره در کیفیت خاک‌ها اثر به‌سزایی دارند. جریان آب‌های جاری به‌خصوص در زمین‌های شیب‌دار موجب شستشوی خاک‌ها می‌شوند و با تکرار این عمل میزان مواد معدنی و آلی در آن‌ها به تدریج کاهش می‌یابد. اثر تخریبی اتمسفر که قبلاً بیان گردید روی برخی از کانی‌ها مؤثر و عمیق است و هر قدر رطوبت همراه با حرارت زیادتر باشد شدت تخریب نیز بیشتر می‌گردد. عامل زمان پس از تشکیل خاک اولیه منجر به تکامل ثانوی خاک و شکل‌گیری لایه بندی خاک، ساختمان خاک و جابجایی و رسوب پدوژنیک مواد معدنی و آلی موجود در لایه‌های فوقانی خاک می‌شود.

## توپوگرافی محل تشکیل خاک
اگر محلی که خاک‌ها تشکیل می‌شوند دارای شیب تند باشد در نتیجه مواد تخریب شده ممکن است به وسیلهٔ آب‌های جاری یا عامل دیگری خیلی زود به سادگی از محل خود به جای دیگری حمل گردند یا شستشو به وسیلهٔ آب‌های جاری باعث تقلیل مواد معدنی و آلی خاک‌ها شود در نتیجه این منطقه خاک‌های خوب تشکیل نخواهند شد؛ ولی برعکس در محل‌های صاف و مسطح که مواد تخریب شده به سادگی نمی‌توانند به جای دیگری حمل شوند فرصت کافی وجود داشته و فعل و انفعالات به صورت کامل انجام می‌پذیرد.

## مواد تشکیل دهنده خاک‌ها

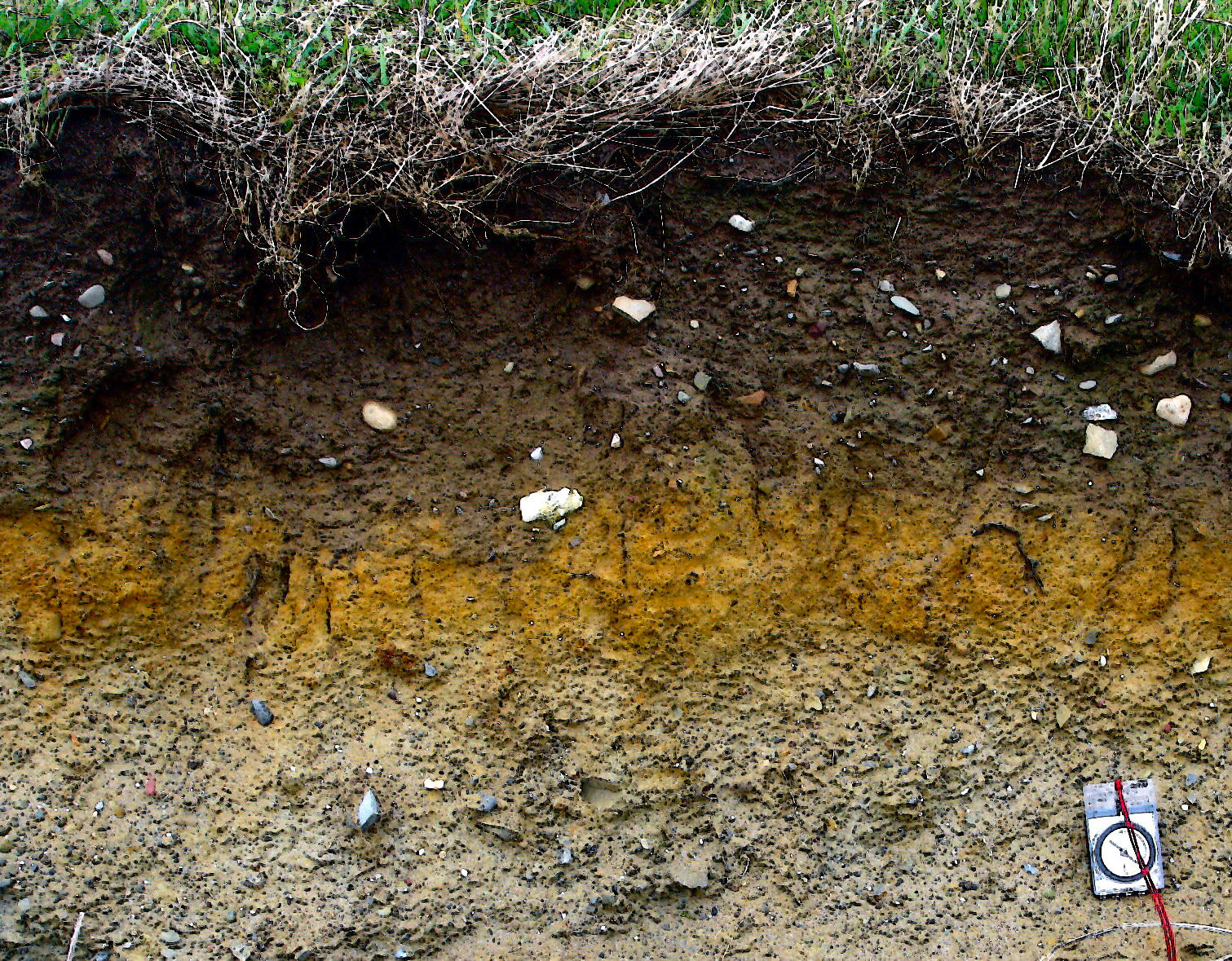
خاک تشکیل شده با آب سطحی در یخ‌رفت، ایرلند شمالی

موادی که خاک‌ها را تشکیل می‌دهند به چهار قسمت تقسیم می‌شوند:
مواد سخت: مواد سخت را ترکیبات معدنی تشکیل می‌دهند ولی ممکن است دارای مقداری مواد آلی نیز باشند. البته این ترکیبات معدنی از تخریب سنگ‌های اولیه یا سنگ مادر حاصل شده‌اند که گاهی همراه با مواد تازه کلوئیدی و نمک‌ها می‌باشند.
موجودات زنده در خاک‌ها: تغییراتی که در خاک‌ها انجام می‌پذیرد به وسیلهٔ موجودات زنده در خاک انجام می‌گیرد. قبل از همه ریشه گیاهان، باکتری‌ها، قارچها، کرم‌ها و بالاخره حلزون‌ها در این تغییرات شرکت دارند.
آب موجود در خاک‌ها: آبی که در خاک وجود دارد حمل مواد حل‌شده را به عهده دارد که البته این مواد حمل شده برای رشد و نمو گیاهان به مصرف می‌رسد. آب موجود در خاک‌ها از باران و آب‌های نفوذی، آب جذب شده و بالاخره آبهای زیرزمینی تشکیل شده که در مواقع خشکی از محل خود خارج شده و به مصرف می‌رسد.
هوای موجود در خاک: هوا همراه با آب در خوه‌های خاک‌ها وجود دارد که البته این هوا از ضروریات رشد و نمو گیاهان و ادامه حیات حیوانات است. مقدار اکسیژنی که در این هوا وجود دارد از دی‌اکسید کربن کمتر است و این به ان علت است که ریشه گیاهان برای رشد و نمو اکسیژن مصرف کرده و دی‌اکسید کربن را پس می‌دهند.
خاک که پدوسفر نامیده می‌شود، می‌تواند به صورت یک مخزن شیمیایی در سطح زمین درنظرگرفته شود که از برهم کنش‌های چهار مخزن شیمیایی بزرگ تشکیل شده و به وسیله انرژی خورشیدی قدرت لازم را اخذ می‌نماید، خاک از زمانی که زندگی بر روی کره زمین شروع شده از گیاهان و حیوانات حمایت نموده‌است. خاک از سه حالت فیزیکی ماده یعنی جامد، مایع و گاز تشکیل شده‌است. تقریباً نصف حجم خاک بخش جامد، و نصف دیگر از آب و هوا تشکیل شده‌است. مقدار هوای خاک به مقدار آب بستگی دارد، در مقدار آب بهینه برای رشد اکثر گیاهان، آب و هوا ممکن است هر کدام به ترتیب در حدود ۳۰ و ۲۰ درصد از حجم خاک را اشغال کرده باشند. عملیات خاک ورزی می‌تواند نسبت آب و گازها در خاک سطحی را تحت تأثیر قرار دهد. در خاک‌های غرقابی شالیزار، اکسیژن فقط به صورت محلول در آب خاک وجود دارد
خاک‌ها بر اساس نیمرخ به سه دسته تقسیم می‌شود.

## تقسیم‌بندی خاک‌ها از لحاظ سنگ‌های تشکیل دهنده
بر حسب دانه‌های تشکیل دهنده خاک و همچنین شرایط میزالوژی و پتروگرافی زمین خاک‌های مختلفی وجود دارد که عبارتند از:
- خاک رسی

ذرات رس (Clay) دارای قطری کوچکتر از ۰٫۰۰۲ میلی‌متر می‌باشند و در حدود ۵۰٪ خاک را تشکیل می‌دهند.
خاک‌های رسی چون دارای دانه‌های بسیار ریزی هستند به خاک سرد معروفند و در مقابل رشد گیاهان مقاومت نشان داده و رشد آن‌ها را محدود می‌کنند.
- خاک‌های سیلتی

۵۰٪ این نوع خاک‌ها را ذرات سلیت تشکیل داده‌است که دارای قطری بین ۰٫۰۵ تا ۰٫۰۰۲ میلی‌متر می‌باشند و بر حسب اینکه ناخالصی مثل ماسه، رس و غیره به همراه دارند به نام خاک‌های سیلتی ماسه‌ای یا سیلتی رسی معروفند.
- خاک‌های ماسه‌ای

این خاک‌ها از ۷۵٪ ماسه تشکیل شده‌اند. قطر دانه‌ها از ۰٫۰۵ تا ۲ میلی‌متر است و بر حسب اندازه دانه‌های ماسه به خاک‌های ماسه‌ای درشت، متوسط و ریز تقسیم می‌گردند. مقدار کمی رس خاصیت خاک‌های ماسه‌ای را تغییر می‌دهد و این نوع خاک آب را بیشتر در خود جذب می‌کند تا خاک‌های ماسه‌ای که فاقد رس هستند.
- خاک‌های اسکلتی

خاک‌های اسکلتی به خاک‌هایی گفته می‌شود که حدود ۷۵٪ آن را دانه‌هایی بزرگتر از ۲ میلی‌متر از قبیل قلوه سنگ، ریگ و شن تشکیل می‌دهند. این خاک‌ها، آب را به مقدار زیاد از خود عبور می‌دهند و لذا همیشه خشک می‌باشند.
خاک از فرسایش سنگ ایجاد می‌شود. خصوصیات فیزیکی خاک در مرحله نخست تحت تأثیر کانی‌های تشکیل دهنده ذرات خاک و بنابراین تحت تأثیر سنگی قرار دارد که از آن به وجود آمده‌است.
خاک لومی 
حدود سی درصد این خاک از ترکیب خاک های رسی، ماسه، سیکلت و دانه های ریزه که با فرسایش سنگ به‌وجود می‌آید را تشکیل میدهد.

## طبقه‌بندی خاک
از دیدگاه ژئوتکنیک خاک‌ها به دو دسته درشت‌دانه و ریزدانه تقسیم می‌شوند اما از دیدگاه علم خاک‌شناسی خاک‌ها به سه دسته درشت بافت شامل خاک‌های شنی و متوسط بافت شامل سیلت و ماسه و ریزبافت شامل خاک‌های رسی طبقه‌بندی می‌شوند.
خاک‌های درشت‌بافت دارای حجم منافذ بیشتری نسبت به خاک‌های ریزبافت هستند ولی ظرفیت نگهداری آب در آن‌ها به سبب بزرگی قطر خلل و فرج کمتر است. در خاک‌های رسی حجم خلل و فرج کمتر از خاک‌های ماسه‌ای و شنی است ولی ظرفیت نگهداری آب در آن‌ها بیشتر است. خاک‌های ماسه‌ای نفوذپذیری بیشتری نسبت به خاک‌های رسی دارند و آب خود را به راحتی از دست می‌دهند و توانایی ذخیره‌سازی رطوبت در آن‌ها کمتر از خاک‌های ریز بافت است.

روخاک تیره‌رنگ و زیرخاک قهوه‌ای مایل به سرخ از ویژگی‌های خاک‌های مناطق نیمه‌گرمسیری مرطوب است.

نیم‌رخ خاک‌ها معمولاً از ۴ افق A,o,B,C تشکیل شده‌است.
- افق A: که به نام خاک بالایی نامیده می‌شود، فوقانی‌ترین منطقه خاک است و این همان افقی است که رشد و نمو گیاهان در آن نفوذ می‌کنند. این افق از مواد خاکی نرم (رس) که غنی از مواد آلی و موجودات زنده میکروسکوپی است تشکیل یافته‌است که وجود این مواد آلی باعث رنگ خاکستری تا سیاه این افق می‌گردد. البته این زمین بیشتر برای کشاورزی مناسب می‌باشند. اکسیدهای آهن و همچنین بعضی از مواد محلول ممکن است از این منطقه به افق B برده شوند و در آنجا رسوب کنند.
- افق B: قشر بین افق A و C را یک قشر دیگر تشکیل می‌دهد که به نام افق B یا خاک میانی نامیده می‌گردد. در این افق عمل تخریب و تجزیه به مراتب بیشتر از افق C پیشرفت و اثر کرده‌است و از کانی‌های سنگ مادر فقط آن دسته دیده می‌شوند؛ که بسیار مقاومند (مثل کوارتز) ولی سایر کانی‌ها به شدت تجزیه شده‌اند. این افق معمولاً از مواد رسی، ماسه و شن‌های ریز و درشت و گاه مقادیر کمی بقایای نباتی تشکیل شده‌است. در این افق علاوه بر مواد رسی، در آب و هوای مرطوب، اکسیدهای آهن و همچنین مواد محلول‌تر که به وسیلهٔ آب‌های نفوذی از افق A به آنجا آورده شده‌اند دیده می‌شوند.
- افق C: که به آن خاک زیرین نیز گفته می‌شود، افقی است که مواد سنگی به میزان خیلی کم تخریب و تجزیه شده‌اند و در نتیجه سنگ‌های اولیه زیاد تغییر نکرده بلکه به صورت قطعات خرد شده می‌باشند. زیر این منطقه سنگ‌های تخریب نشده یعنی سنگ اولیه قرار دارد که هیچ‌گونه تخریب یا تجزیه‌ای در آن صورت نگرفته‌است.

## روز جهانی خاک
روز جهانی خاک (WSD) هر ساله در ۵ دسامبر به عنوان ابزاری برای تمرکز بر اهمیت خاک سالم و حمایت از مدیریت پایدار منابع خاک برگزار می‌شود. این روز با هدف افزایش آگاهی از اهمیت حفظ اکوسیستم‌های سالم و رفاه انسان از طریق پرداختن به چالش‌های رو به رشد در مدیریت خاک، مبارزه با از دست دادن تنوع زیستی خاک، افزایش آگاهی از خاک و تشویق دولت‌ها، سازمان‌ها، جوامع و افراد در سراسر جهان به تعهد به پیشرفت فعالانه برای حفاظت از سلامت خاک است.
این روز نخستین بار توسط اتحادیه بین‌المللی علوم خاک (IUSS) در سال ۲۰۰۲ تحت حمایت پادشاهی تایلند (en) و در چارچوب مشارکت جهانی خاک به منظور آگاهی بخشی به عنوان یک روز جهانی پیشنهاد داده شد. کنفرانس فائو به اتفاق آرا روز جهانی خاک را در ژوئن ۲۰۱۳ تأیید کرد و خواستار تصویب رسمی آن در شصت و هشتمین مجمع عمومی سازمان ملل شد. در دسامبر ۲۰۱۳، مجمع عمومی سازمان ملل متحد با تعیین ۵ دسامبر ۲۰۱۴ به عنوان اولین روز جهانی خاک به این واکنش پاسخ داد. تاریخ ۵ دسامبر، زادروز بومیپول آدولیاده است و به پاس حمایت‌های وی از ایجاد این روز انتخاب شده‌است.
در سال ۲۰۲۰ این روز با شعار خاک را زنده نگه داریم و تنوع زیستی خاک را حفظ کنیم برگزار شد.